# Покотилов Петро Якович
Петро Якович (Павлович?) Покотилов (1902, місто Херсон — 1950) — радянський державний і комуністичний діяч, секретар ЦК КП(б) Молдавії, народний комісар харчової промисловості Молдавської РСР. Член ЦК КП(б) Молдавії в 1941—1949 роках. Депутат Верховної Ради Молдавської РСР 1-го скликання.

## Життєпис
Трудову діяльність розпочав бібліотекарем публічної бібліотеки. Потім працював учнем слюсаря та слюсарем ремонтних майстерень у Херсоні.
Член ВКП(б) з 1924 року.
До 1930 року — на відповідальній комсомольській роботі: завідувач відділу Одеського окружного комітету ЛКСМУ.
У 1930—1934 роках — студент Одеського інституту консервної промисловості.
У 1935—1940 роках — заступник начальника Молдавського консервного тресту; начальник планого відділу тираспольського заводу імені Першого травня Молдавської АРСР; завідувач промислово-транспортного відділу Молдавського обласного комітету КП(б)У; заступник завідувача організаційно-інструкторського відділу Молдавського обласного комітету КП(б)У.
У серпні 1940 — 16 травня 1945 року — народний комісар харчової промисловості Молдавської РСР.
23 квітня 1941 — 1943 року — секретар ЦК КП(б) Молдавії із харчової промисловості.
У 1942—1943 роках — завідувач відділу харчової промисловості Саратовського міського комітету ВКП(б).
У 1943—1948 роках — заступник секретар ЦК КП(б) Молдавії і завідувач відділу харчової промисловості ЦК КП(б) Молдавії.
У 1948—1950 роках — заступник міністра харчової промисловості Молдавської РСР.
Помер у 1950 році.

## Нагороди
- медалі